# Freistädter Becken

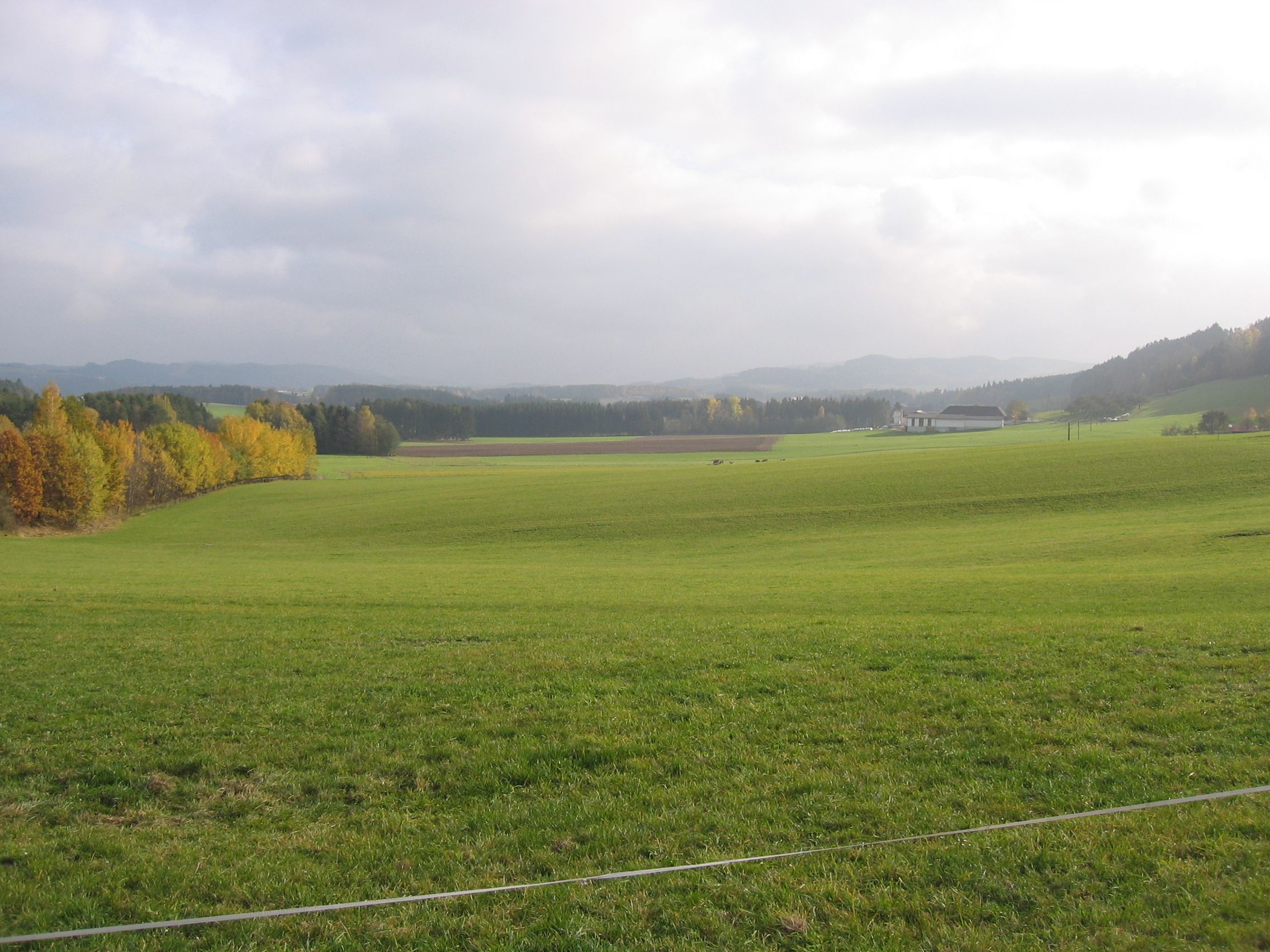
Das Becken in Richtung Pernau (Süden)

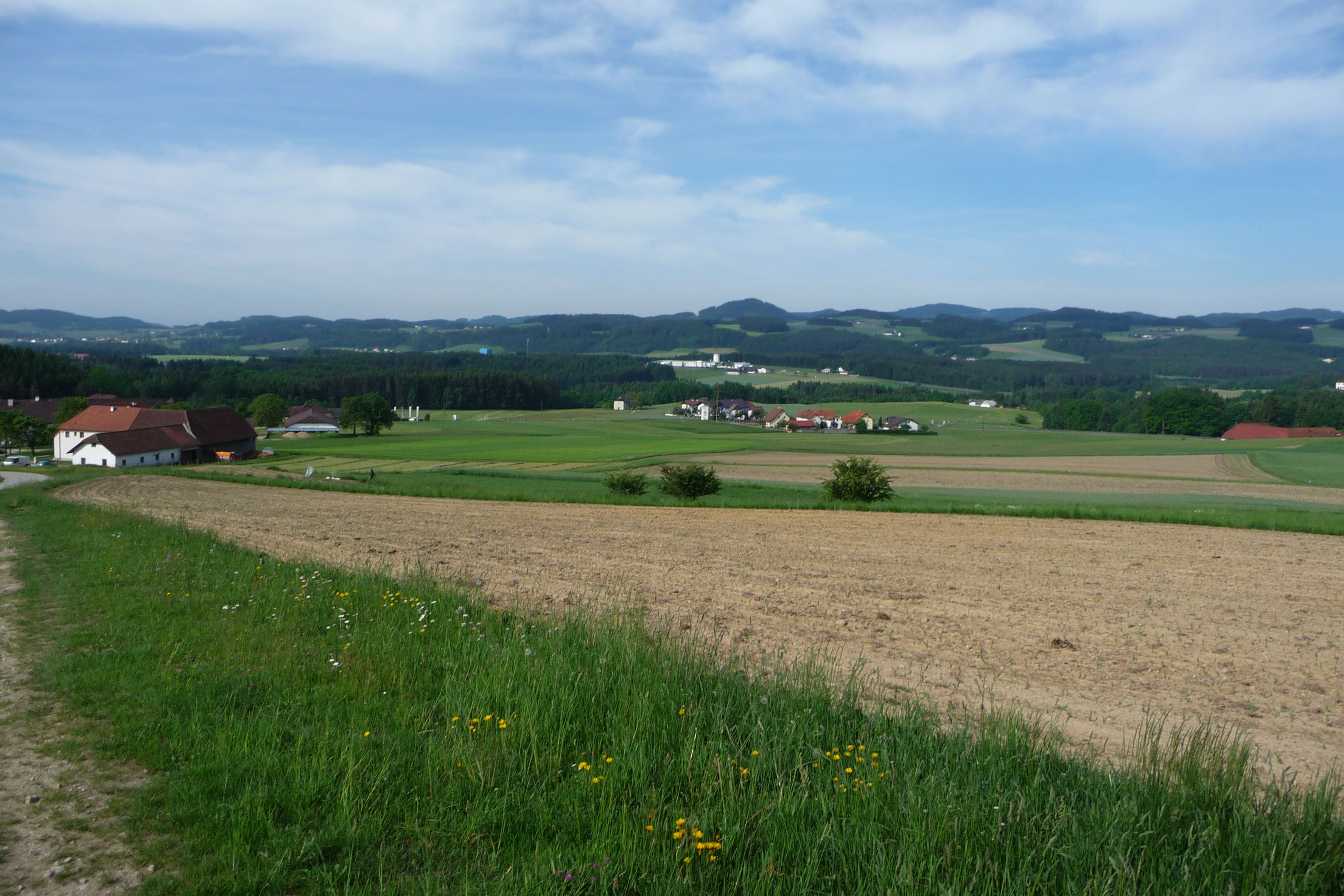
Das Becken von Walchshof in Richtung Galgenau gesehen

Das Freistädter Becken ist eine kleine, tertiäre Beckenlandschaft im Mühlviertel in Oberösterreich. Dominiert wird das Becken durch die Bezirkshauptstadt Freistadt, die auch Namensgeberin des Beckens ist. Das Becken liegt im österreichischen Granit- und Gneishochland und zählt zur Feldaistsenke, die den niedrigsten Übergang vom Donauraum zum Moldauraum darstellt.

## Geographie
Das Becken reicht im Norden bis zur nördlichen Siedlungsgrenze der Stadt Freistadt, im Westen bis zur Jaunitzsenke, im Süden bis Pernau (Gemeinde Neumarkt im Mühlkreis) und im Osten bis an die Abhänge der umgebenden Berge des Freiwaldes. Das Becken liegt in einer Höhe von 530 m ü. A. bis 590 m ü. A. Im Südosten schließt das Kefermarkter Becken an, das durch eine rund 40 bis 70 Meter hohe Höhenstufe getrennt ist. Das Becken zählt zu den markantesten Beckenlandschaften des Mühlviertels und weist nennenswerte tertiäre Sedimente auf, die von einem ehemaligen großen Fluss stammen. Den sonstigen Untergrund bilden Granite und Gneise. Über dem Sockel aus Granit liegt der Freistädter Tertiär, eine rund 60 Meter mächtige Abfolge von Sanden und Kiesen mit eingeschalteten tonigen bis schluffigen Lagen.
Das Becken ist ein großflächiges und bedeutendes Grundwasserschongebiet, das noch nicht intensiv genutzt wird. Aus diesem Grundwasserreservoire entnimmt die Gemeinde Freistadt im Wasserwerk Galgenau (Lage) den Hauptteil des benötigten Trinkwassers. Auch die Gemeinde Waldburg nutzt mit dem Tiefbrunnen Jaunitztalsenke (Lage) dieses Grundwasser. Dieses Schongebiet reicht im Süden von Kefermarkt über das Freistädter Becken und die Jaunitzsenke bis zur Staatsgrenze mit Tschechien im Norden.

### Klima
Das Freistädter Becken unterscheidet sich klimatisch vom südlichen Mühlviertel und vom oberösterreichischen Zentralraum durch mehr Schnee und eine etwas geringere Nebel- und Hochnebelhäufigkeit. Der Niederschlag ist geringer als in ähnlicher Seehöhe am Alpennordrand Oberösterreichs. Das Becken hat selten Schnee-Maxima über 30 Zentimeter und zählt zu den niederschlagsärmsten und klimatisch kontinentalsten Teilen Oberösterreichs.

### Gewässer
Das wichtigste Fließgewässer ist die Feldaist, die das Becken von Nord nach Süd durchfließt und entwässert. Ein nennenswertes Fließgewässer ist die Jaunitz, die südlich von Freistadt in die Feldaist mündet. Alle anderen Bäche spielen keine nennenswerte Rolle. Stillgewässer existieren bis auf kleinere Fischteiche keine. Der größte Teich ist der Weihteich bei Galgenau (Gemeinde Freistadt) mit einer Fläche von rund zwei Hektar.

## Verkehr
Seit vielen Jahrhunderten führt der wichtigste Handelsweg vom Donauraum nach Südböhmen über das Freistädter Becken. Frühbronzezeitliche Funde im Raum Freistadt wie der Fund eines Randleistenbeiles in der Nähe des Pregartenteichs zeugen von diesem Verkehrsweg.
1832 verlief die Pferdeeisenbahn Linz-Gmunden durch die Beckenlandschaft, in Lest stand ein großer Stationsplatz. Seit 1872 verläuft die Summerauer Bahn durch das Becken. Die Mühlviertler Straße (B 310) und künftig die Mühlviertler Schnellstraße (ab 2015) sind die Hauptdurchzugsstraßen in diesem Becken.